# Serra de la Creu (Tivissa)
La Serra de la Creu és una serra que pertany a la Serralada Prelitoral Catalana.

## Particularitats
Està situada al municipi de Tivissa, a la comarca de la (Ribera d'Ebre).
La seva elevació màxima es troba al Missamaroi, cim de 719 metres.
Gran part es troba protegida pel PEIN Muntanyes de Tivissa-Vandellòs.